# Тебенівка

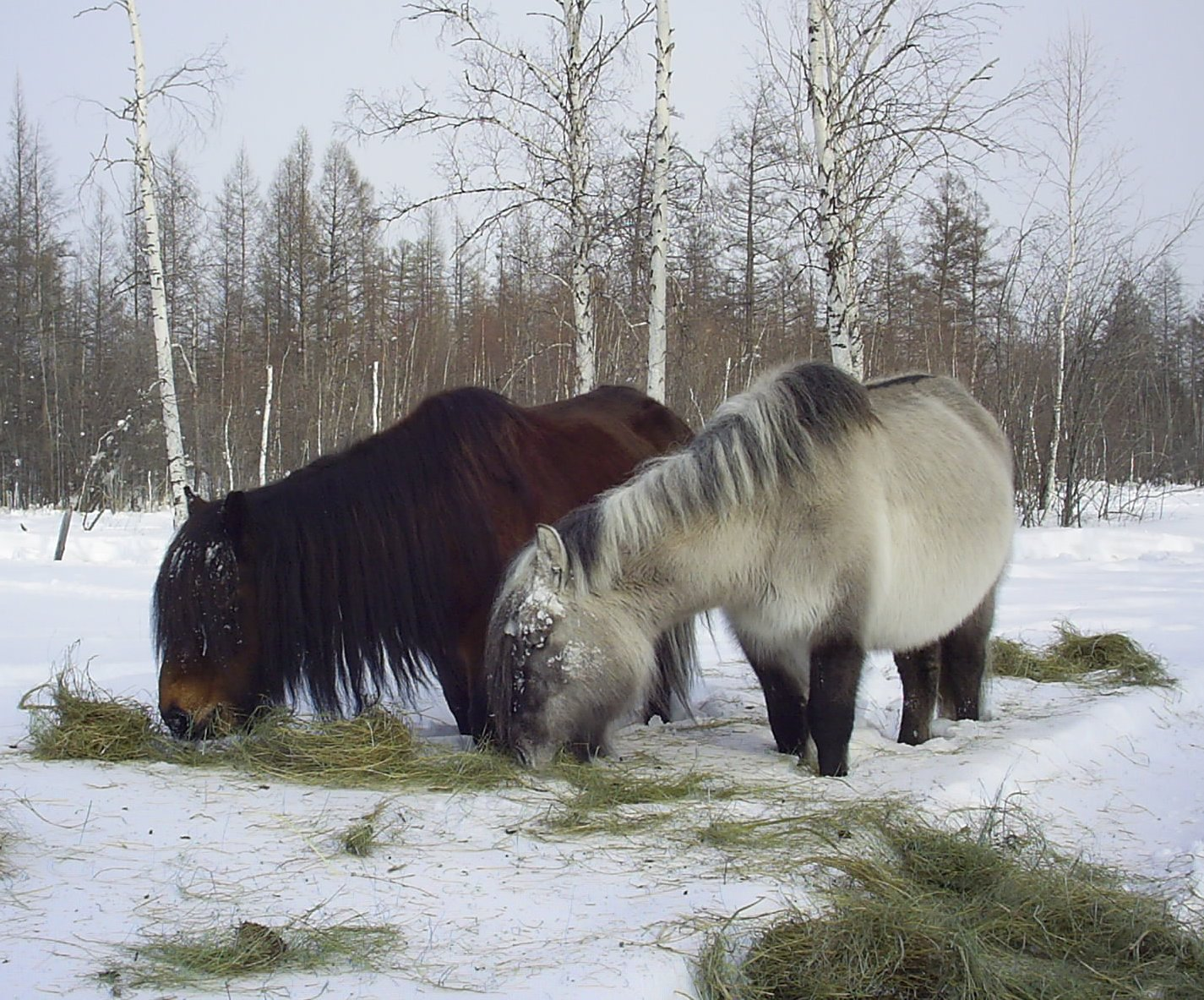
Якутські коні на тебенівці.

Тебені́вка, тебенюва́ння ( каз. Тебіндеу — зимове пасовище) — зимова пасовиця сільськогосподарських тварин, самостійний видобуток кіньми (оленями, вівцями чи великою рогатою худобою) корму з-під снігу .
До теперішнього часу в Казахстані та Монголії коні пасуться в степу самостійно, лише періодично приглядаються чабанами. Табуни коней очолюються жеребцями, які ведуть всіх за собою.

## Процес
Коні розкопують сніг глибиною до 40 сантиметрів копитами і поїдають траву, що залишилася під снігом. Враховуючи скудність зимової рослинності, це дуже енерговитратний метод і коні помітно худнуть у зимовий період, тому влітку коні посилено харчуються, нагулюючи жир.
У Казахстані та Монголії в зимовий період на снігу пасуться також і вівці. Однак, на відміну від коней, їх пасуть чабани. Казахські коні та вівці (наприклад Едильбаєвська порода овець), монгольські коні та вівці дуже стійкі до морозів і здатні пастися взимку навіть у сильні морози.
Коли снігу багато коні розшукують місця де він здувається вітром, і шар снігу тонший. Однак, бувають періоди, коли на снігу утворюється скоринка льоду (наст). У таких випадках коні ранять ноги, харчуються погано. Вівці тим більше не можуть пастися за наявності насту. Враховуючи, що кочівники ніколи не заготовляли сіна, то це призводило до великого упадку худоби, так званого джуту .

## Етимологія
«Тебенівка» з тюркського, тат. тибенү "ходити на підніжному корму; тебенювання; копання; штовхання". Тебенення синонім слова козакування .